# 株主平等の原則
株主平等の原則（かぶぬしびょうどうのげんそく）とは、株式会社の株主は、株主としての資格に基づく法律関係においては、その内容及び持ち株数に応じて平等に扱われなければならないとする原則をいう。その意味では「株式平等の原則」といった方が正確である。
株主を保有株式数ではなく、通常の意味で株主一人一人を平等に扱うことを「頭数の平等」といって株主平等の原則と対比されることがある。
- 会社法は、以下で条数のみ記載する。

## 根拠
109条1項が、「株式会社は、株主を、その有する株式の内容及び数に応じて、平等に取り扱わなければならない。」として株主平等の原則について明文で規定している。かつての商法典にはそのような規定は存在しなかったが、株式に関する制度上、株主の重要な権利たる利益配当請求権と議決権につき持株数に応じた取り扱いを要求する規定があり、これに対する例外が個別的に定められていることから、法は株主平等を原則としていると解されていた。
公開会社でない株式会社は、株主の権利に関する事項について、株主ごとに異なる取扱いを行う旨を定款で定めることができる(109条2項)。

## 内容
株主平等の原則は、その具体的内容として、株式内容の平等と株主取り扱いの平等を含むとされる。

### 株式内容の平等
株式内容の平等とは、各株式の内容は同一であることである。
かつては、内容平等の例外として、種類株式（数種の株式、旧商法222条、会社法109条2項）があげられていたが、会社法においては種類株式の発行は広く認められていることもあり、例外には挙げないのが一般的になっている。また、同様の趣旨から、会社法の制定により株式内容の平等は放棄されたと考える見解もあるが、同じ種類の株式間では内容は同一であることが要求されるので、会社法においても株式内容の平等は維持されていると考えられている

### 株主取扱の平等
株主取扱の平等とは、株式の内容が同一である限りにおいて、各株主は同一の取扱をうけることである。
この例外としては、少数株主権（297条1項など）、単元未満株（189条）、非公開会社における異なる取扱の定款規定（109条2項）などがある。

## 効果
株主平等原則は、強行規定的な原則である。そのため、法律上許容されているものを除いて、株主平等原則違反の会社の行為は、無効となり、または、取り消される可能性がある。